# Anno 2005
Anno 2005 är svenska etnopopgruppen Nordmans fjärde studioalbum, och en comeback för gruppen vars sångare Håkan Hemlin blivit av med det drogberoende flertalet texter på plattan handlar om. På skivan, som logiskt nog kom ut år 2005 (27 april), återfinns singeln "Ödet var min väg" som de framförde i Melodifestivalen 2005.
Albumet finns släppt både som vanlig skiva (jewelcase) och digipak. Skivan gavs ut av Bonnier Amigo.

## Låtlista
1. Allt eller ingenting (3:40)
2. Vila hos dig (3:14)
3. Ta mig för den jag är (3:35)
4. Ödet var min väg (3:04)
5. Ge mig tid (4:05)
6. Ensam varg (2:54)
7. Se horisonten (3:50)
8. Livet tar det livet ger (3:48)
9. Känner du ljuset (4:06)
10. Jag kan se nu (3:57)
11. Då var en annan tid (3:27)
12. Om jag alltid vänder om (3:23)

- Musik: Mats Wester utom
- "Allt eller ingenting" av Mats Wester/Håkan Hemlin
- "Känner du ljuset" av Mats Wester/Håkan Hemlin
- "Ge mig tid" av Mats Wester/Oscar Söderberg
- "Om jag alltid vänder om" av Mats Wester/Tim Norell.
- Text: Mats Wester/Danne Attlerud utom
- "Allt eller ingenting", "Ensamvarg", "Se horisonten", "Känner du ljuset" och "Då var en annan tid" av Danne Attlerud
- "Ge mig tid" av Mats Wester/Danne Attlerud och Oscar Söderberg.

## Listplaceringar
| Lista (2005) | Topplacering |
| ------------ | ------------ |
| Sverige      | 8            |

### Fotnoter
1. ↑  ”Listplacering”. http://swedishcharts.com/showitem.asp?interpret=Nordman&titel=Anno+2005&cat=a. Läst 1 maj 2011.